# Ministri delle finanze dei Paesi Bassi
I ministri delle finanze dei Paesi Bassi dal 1945 ad oggi sono i seguenti.

## Lista
| Ministro | Ministro | Ministro            | Partito                                         | Governo                                    | Inizio           | Fine             |
| -------- | -------- | ------------------- | ----------------------------------------------- | ------------------------------------------ | ---------------- | ---------------- |
|          |          | Gerardus Huysmans   | Partito dello Stato Cattolico Romano            | Pieter Sjoerds Gerbrandy                   | 23 febbraio 1945 | 24 giugno 1945   |
|          |          | Piet Lieftinck      | Partito del Lavoro                              | Wim Schermerhorn, Louis Beel, Willem Drees | 24 giugno 1945   | 1º luglio 1952   |
|          |          | Willem Drees        | Partito del Lavoro                              | Willem Drees                               | 1º luglio 1952   | 2 settembre 1952 |
|          |          | Johan van de Kieft  | Partito del Lavoro                              | Willem Drees                               | 2 settembre 1052 | 13 ottobre 1956  |
|          |          | Henk Hofstra        | Partito del Lavoro                              | Willem Drees                               | 13 ottobre 1956  | 22 dicembre 1958 |
|          |          | Jelle Zijlstra      | Partito Anti-Rivoluzionario                     | Louis Beel, Jan de Quay                    | 22 dicembre 1958 | 24 luglio 1963   |
|          |          | Johan Witteveen     | Partito Popolare per la Libertà e la Democrazia | Victor Marijnen                            | 24 luglio 1963   | 14 aprile 1965   |
|          |          | Anne Vondeling      | Partito del Lavoro                              | Jo Cals                                    | 14 aprile 1965   | 22 novembre 1966 |
|          |          | Jelle Zijlstra      | Partito Anti-Rivoluzionario                     | Jelle Zijlstra                             | 22 novembre 1966 | 5 aprile 1967    |
|          |          | Johan Witteveen     | Partito Popolare per la Libertà e la Democrazia | Piet de Jong                               | 5 aprile 1967    | 6 luglio 1971    |
|          |          | Roelof Nelissen     | Partito Popolare Cattolico                      | Barend Biesheuvel                          | 6 luglio 1971    | 11 maggio 1973   |
|          |          | Wim Duisenberg      | Partito del Lavoro                              | Joop den Uyl                               | 11 maggio 1973   | 19 dicembre 1977 |
|          |          | Frans Andriessen    | Partito Popolare Cattolico                      | Dries van Agt                              | 19 dicembre 1977 | 22 dicembre 1980 |
|          |          | Gijs van Aardenne   | Partito Popolare per la Libertà e la Democrazia | Dries van Agt                              | 22 dicembre 1980 | 5 marzo 1980     |
|          |          | Fons van der Stee   | Appello Cristiano Democratico                   | Ruud Lubbers                               | 5 marzo 1980     | 4 novembre 1982  |
|          |          | Onno Ruding         | Appello Cristiano Democratico                   | Ruud Lubbers                               | 4 dicembre 1982  | 7 novembre 1989  |
|          |          | Wim Kok             | Partito del Lavoro                              | Wim Kok                                    | 7 novembre 1989  | 22 agosto 1994   |
|          |          | Gerrit Zalm         | Partito Popolare per la Libertà e la Democrazia | Jan Peter Balkenende                       | 22 agosto 1994   | 22 luglio 2002   |
|          |          | Hans Hoogervorst    | Partito Popolare per la Libertà e la Democrazia | Jan Peter Balkenende                       | 22 luglio 2002   | 27 maggio 2003   |
|          |          | Gerrit Zalm         | Partito Popolare per la Libertà e la Democrazia | Jan Peter Balkenende                       | 27 maggio 2003   | 22 febbraio 2007 |
|          |          | Wouter Bos          | Partito del Lavoro                              | Jan Peter Balkenende                       | 22 febbraio 2007 | 23 febbraio 2010 |
|          |          | Jan Kees de Jager   | Appello Cristiano Democratico                   | Jan Peter Balkenende, Mark Rutte           | 23 febbraio 2010 | 5 novembre 2012  |
|          |          | Jeroen Dijsselbloem | Partito del Lavoro                              | Mark Rutte                                 | 5 novembre 2012  | 17 Ottobre 2017  |
|          |          | Wopke Hoekstra      | Appello Cristiano Democratico                   | Mark Rutte                                 | 17 Ottobre 2017  | 10 Gennaio 2022  |
|          |          | Sigrid Kaag         | D66                                             | Mark Rutte                                 | 10 Gennaio 2022  | 02 luglio 2024   |
|          |          | Eelco Heinen        | Partito Popolare per la Libertà e la Democrazia | Dick Schoof                                | 02 luglio 2002   | In Carica        |